# ミモサ (小惑星)
ミモサ(1079 Mimosa)は、小惑星帯に位置する小惑星の1つである。ヤーキス天文台でジョージ・ファン・ビースブルックによって発見された。名前は植物のミモサに由来する。